# Antopetitia
Antopetitia é um género botânico pertencente à família Fabaceae.